# 増澤瑠璃子
もしかして
- 増澤璃凜子

ではありませんか？